# Liste von Friedhöfen im Landkreis Diepholz
Die Liste von Friedhöfen im Landkreis Diepholz listet Friedhöfe im niedersächsischen Landkreis Diepholz auf. In dieser Liste werden die Friedhöfe alphabetisch nach den einzelnen Gemeinden geordnet.

## Liste der Friedhöfe
| Bezeichnung                          | Bild           | Gemeinde           | Standort | Errichtung Einweihung                                                              | Weitere Informationen |
| ------------------------------------ | -------------- | ------------------ | --- | ---------------------------------------------------------------------------------- | --- |
| Jüdischer Friedhof (Barenburg)       | weitere Bilder | Barenburg          | Zum Bahnhof (Lage) |                                                                                    | 49 Grabsteine für jüdische Verstorbene aus den Jahren 1828 bis ca. 1938 |
| Alter Friedhof (Barnstorf)           | weitere Bilder | Barnstorf          | an der St.-Veit-Kirche (Lage) |                                                                                    | bis 1894 Begräbnisplatz für die Kirchengemeinde Barnstorf; einige Grabsteine des 17. bis 19. Jahrhunderts sind erhalten |
| Evangelischer Friedhof (Barnstorf)   |                | Barnstorf          | westlich der St.-Veit-Kirche an der Landesstraße L 344 (Lage) | 1891                                                                               | |
| Jüdischer Friedhof (Barnstorf)       | weitere Bilder | Barnstorf          | Am Rosengarten (Lage) |                                                                                    | 12 erhaltene Grabsteine für jüdische Verstorbene aus den Jahren 1876 bis 1936 |
| Jüdischer Friedhof (Bassum)          | weitere Bilder | Bassum             | südlich der Südumgehung (B 51) und östlich der B 61 nach Sulingen (Lage)                                                                                                  |                                                                                    | 28 Grabsteine für jüdische Verstorbene aus den Jahren 1852 bis 1942; weitere 9 Grabsteine mit der Inschrift „unbekannte russische Soldaten“ |
| Lutherischer Friedhof (Bassum)       | weitere Bilder | Bassum             | zwischen Eschenhäuser Straße und Marie-Hackfeld-Straße (Lage) | um 1850                                                                            | |
| Friedhof Neubruchhausen              |                | Bassum             | Neubruchhausen, an der Waldstraße, südlich der Straße nach Hallstedt und Albringhausen (= Kreisstraße K 127) (Lage)                                                       | 1905                                                                               | |
| Friedhof Nordwohlde                  |                | Bassum             | Nordwohlde, südöstlich unweit der Nordwohlder Kirche an der Landesstraße L 340 (Lage)                                                                                     | 1873                                                                               | |
| Friedhof Bruchhausen-Vilsen          | weitere Bilder | Bruchhausen-Vilsen | Vilsen, östlich der Bergstraße zwischen Hölderlinstraße und Lindenallee, unweit südwestlich der Vilser Kirche. (Lage)                                                     |                                                                                    | |
| Friedhof in Diepholz                 |                | Diepholz           | am Philosophenweg und an der Straße Am Heldenhain (Lage) |                                                                                    | Siehe und |
| Jüdischer Friedhof (Diepholz)        |                | Diepholz           | an der Schlesier-/Ecke Pommernstraße (Lage) | 1774                                                                               | Der Friedhof existierte von 1774 bis 1942. Während der Zeit des Nationalsozialismus wurde der Friedhof verwüstet, die Grabsteine zum Straßenbau verwendet. Teile der Grabsteine wurden 1994 beim Straßenbau wiedergefunden. 1997 wurde auf dem Friedhofsgelände aus den Bruchstücken ein Mahnmal errichtet. |
| Friedhof in Drentwede                |                | Drentwede          | | 1898                                                                               | Eine Friedhofskapelle wurde 1949 errichtet. und |
| Friedhof Lemförde                    |                | Lemförde           | Espohlstraße 25 (Lage) |                                                                                    | Siehe auch und |
| Friedhof Martfeld                    |                | Martfeld           | an den Straßen Am Friedhof und Alter Kamp direkt südlich der evangelisch-lutherischen Catharinenkirche (Lage)                                                             | 1869, erweitert um 1900, 1926 und 2006; die Friedhofskapelle wurde 1978 eingeweiht | Siehe |
| Jüdischer Friedhof (Quernheim)       | weitere Bilder | Quernheim          | an der Straße Im Sande (Lage) | ca. 1732                                                                           | 79 Grabsteine für jüdische Verstorbene in der Region von 1732 bis 1934. Auf dem Friedhof befindet sich auch eine Grabanlage für 27 sowjetische Kriegsgefangene |
| Friedhof Schwaförden                 |                | Schwaförden        | nördlich der Dorfstraße 24 (= Kreisstraße K 11) und der Kirche, am westlich verlaufenden Kapellenweg (Lage)                                                               |                                                                                    | Auf dem ca. 80 m breiten und ca. 105 m langen Friedhof befindet sich die Friedhofskapelle. Siehe auch |
| Friedhof Schwarme                    |                | Schwarme           | Kirchstraße 24, rund um die evangelisch-lutherische Kirche „Zum Guten Hirten“ (Lage)                                                                                      |                                                                                    | Siehe , und |
| Friedhof in Brinkum                  |                | Stuhr              | Brinkum (Lage) | 1841                                                                               | |
| Friedhof Heiligenrode (Stuhr)        | weitere Bilder | Stuhr              | Heiligenrode (Lage) | 1885                                                                               | |
| Friedhof Moordeich                   | weitere Bilder | Stuhr              | Moordeich (Lage) | 1985                                                                               | eine große Zahl „anonymer Begräbnisse“ |
| Friedhof Sudwalde                    |                | Sudwalde           | an der Mallinghäuser Straße/Neubruchhauser Straße (= Landesstraße L 356), nördlich der evangelischen Kirche (Lage)                                                        |                                                                                    | |
| Jüdischer Friedhof (Sulingen)        | weitere Bilder | Sulingen           | an der Memelstraße (Lage) |                                                                                    | 30 Grabsteine für jüdische Verstorbene von 1844 bis 1934. Ein Gedenkstein für auf dem Friedhof während des Zweiten Weltkrieges beerdigte unbekannte sowjetische Kriegsgefangene |
| Alter Friedhof (Syke)                | weitere Bilder | Syke               | direkt an der östlich verlaufenden B 6 (= „Herrlichkeit“) zwischen den Häusern Nr. 55 und Nr. 57 gegenüber dem 425 ha großen Waldgebiet Friedeholz (Lage)                 | 1837 bis 1915                                                                      | |
| Friedhof Barrien                     | weitere Bilder | Syke               | Barrien, direkt an der westlich verlaufenden B 6 (Lage) | 1860/61; die Friedhofskapelle wurde 1961 errichtet                                 | Auf dem Friedhof befindet sich - eine Grabanlage Barrier Pastoren nebst Angehörigen - eine Gedenkstätte für die Opfer aus dem Polenkinderheim Barrien - ein Gräberfeld mit Soldatengräbern |
| Friedhof in Heiligenfelde            |                | Syke               | Heiligenfelde, direkt an der nördlich verlaufenden „Heiligenfelder Straße“ (= Kreisstraße K 129) (Lage)                                                                   | ca. 1928, er wurde in den Jahren 1936, 1946 und 1972 erweitert                     | Die Friedhofskapelle stammt aus dem Jahr 1967. Auf dem Friedhof befindet sich die Grabstätte von Rudi Carrell (1934–2006) und seiner zweiten Ehefrau Anke (1940–2000). |
| Friedhof in Okel                     |                | Syke               | Okel, an der „Okeler Straße“ (= Landesstraße L 333) zwischen den Häusern Nr. 9 und Nr. 11 und dem nördlich verlaufenden „Kapellenweg“ und der Straße „Zwei Mühlen“ (Lage) |                                                                                    | Auf dem Friedhof befindet sich ein Kriegerdenkmal (siehe Kriegerdenkmale in Syke#Okel). Es enthält die Namen von 24 Gefallenen und Vermissten aus dem Ersten Weltkrieg und die Namen von 31 Gefallenen und 12 Vermissten aus dem Zweiten Weltkrieg                                                          |
| Jüdischer Friedhof (Syke)            | weitere Bilder | Syke               | zwischen Hohe Straße und Lindhofhöhe (Lage) | ca. 1835                                                                           | 35 Grabsteine für verstorbene Juden (1836–1935) und zwei Grabsteine mit der Inschrift „sieben unbekannte russische Kriegsgefangene“ für 14 sowjetische Kriegsgefangene |
| Waldfriedhof Syke                    | weitere Bilder | Syke               | östlich der B 6 (= „Herrlichkeit“) am Nordrand des 425 ha großen Waldgebietes Friedeholz (Lage)                                                                           | 1915                                                                               | |
| Evangelischer Friedhof (Twistringen) | weitere Bilder | Twistringen        | östlich der B 51 an der Kampstraße unweit südwestlich der Martin-Luther-Kirche (Lage)                                                                                     | in den 1890er Jahren                                                               | In einer Grabreihe auf Höhe des Parkplatzes Kampstraße ruhen insgesamt 13 deutsche Verstorbene. Als Todesdatum ist für die meisten von ihnen der 15. August 1944 angegeben – vermutlich wurden sie Opfer eines Luftangriffes.                                                                               |
| Jüdischer Friedhof (Twistringen)     | weitere Bilder | Twistringen        | Ecke Zur Poggenmühle / Zur Holtwisch (Lage) | vor 1805                                                                           | 47 Grabsteine für jüdische Verstorbene aus den Jahren 1839 bis 1935 |
| Katholischer Friedhof (Twistringen)  | weitere Bilder | Twistringen        | östlich der B 51 an der Kolpingstraße südlich von St. Anna (Lage) |                                                                                    | auf dem Friedhof: - 14 Stelen der Kreuzwegstationen und zwei Mausoleen - Kriegsgräberstätten für 17 Tote beider Weltkriege und der nationalsozialistischen Gewaltherrschaft |
| Jüdischer Friedhof (Wagenfeld)       | weitere Bilder | Wagenfeld          | in einem Wäldchen an der Barver Straße, etwa drei Kilometer nördlich des Ortszentrums (Lage)                                                                              |                                                                                    | 27 erhaltene Grabsteine von 1811 bis 1927 |
| Friedhof Kirchweyhe                  |                | Weyhe              | Kirchweyhe, Kirchweyher Str. 4 e (Lage) |                                                                                    | Siehe auch , und |
| Alter Friedhof Leeste                |                | Weyhe              | Leeste, direkt östlich und südlich der evangelisch-lutherischen Marienkirche am Henry-Wetjen-Platz (Lage)                                                                 |                                                                                    | Der Kirchhof mit historischen Grabsteinen und Einfriedung ist als Baudenkmal ausgewiesen. |
| Leester Friedhof                     |                | Weyhe              | Leeste, an der Hagener Straße und an der Hauptstraße zwischen den Hausnummern 15 und 17 (Lage)                                                                            |                                                                                    | Siehe auch , und |

- Friedhof in Alt-Stuhr
- Kommunale Friedhöfe der Gemeinde Stuhr in den Ortsteilen Fahrenhorst und Seckenhausen.

### Vorgeschichte
- Ganggrab von Düste
- Großsteingrab Lemförde
- Grabhügel Stühren
- Grabhügelfeld Friedeholz